# Esquei del Llamp
L'Esquei del Llamp és una muntanya de 333 metres que es troba al municipi d'Amer, a la comarca de la Selva.